# رحمان نبييف
رحمان نبييف (بالطاجيكية: Раҳмон Набиевич Набиев)‏ (و. 1930 – 1993 م) هو سياسي من طاجيكستان .
تولى منصب رئيس طاجيكستان (1991-12-02–1992-09-07) .وهو عضو في الحزب الشيوعي السوفييتي .

## جوائز
حصل على جوائز منها وسام لينين، ووسام ثورة أكتوبر، ووسام الراية الحمراء من حزب العمال.